# Rhopalognatha molybdota
Rhopalognatha molybdota là một loài bướm đêm trong họ Noctuidae.